# Liste der Botschafter der Vereinigten Staaten in Ghana

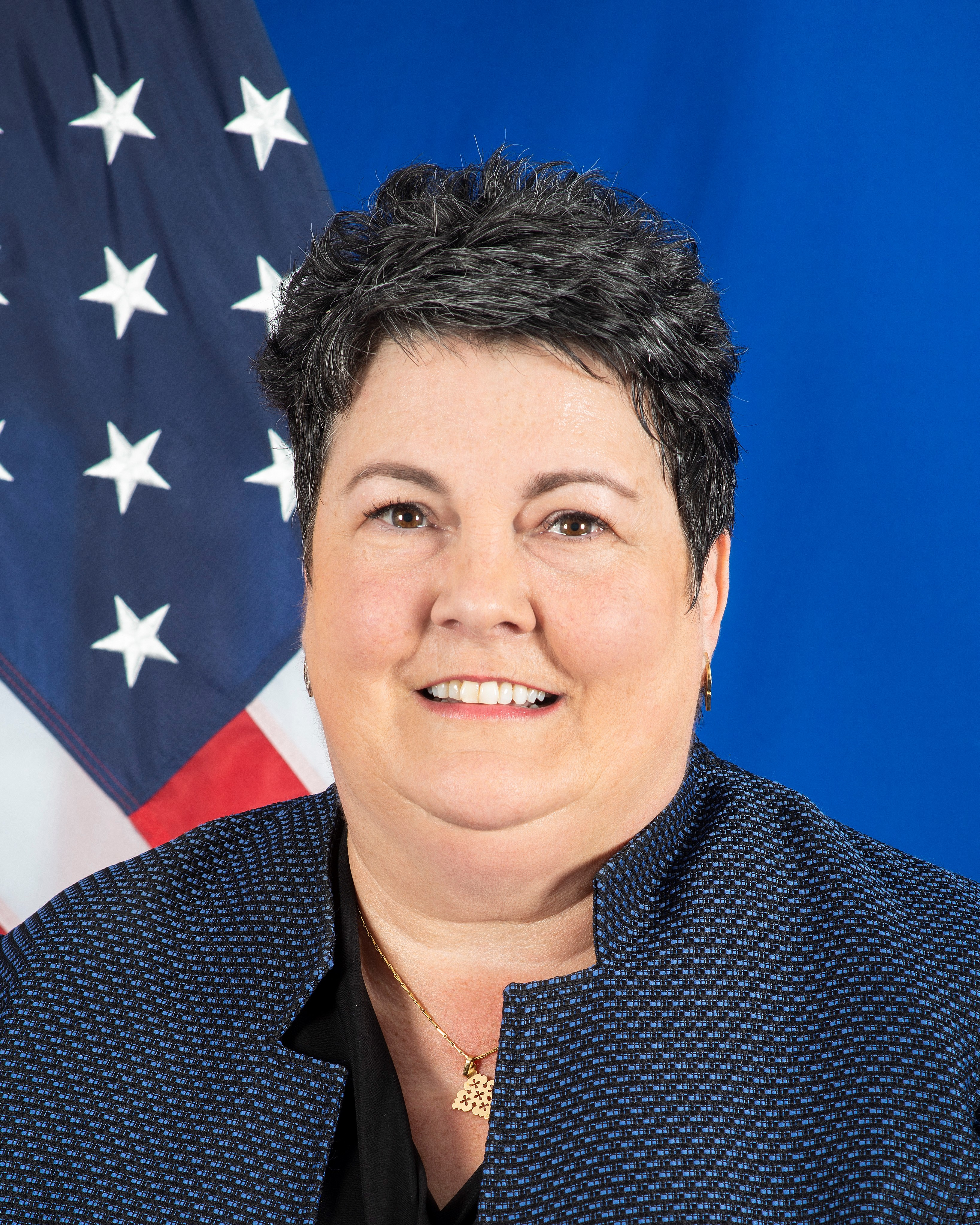
Virginia E. Palmer, aktuelle US-Botschafterin in Ghana

Der Botschafter der Vereinigten Staaten von Amerika in Ghana ist der Botschafter der Vereinigten Staaten von Amerika in Ghana.

## Botschafter
| Amtszeit  | Name                          | Bemerkung         |
| --------- | ----------------------------- | ----------------- |
| 1957      | Donald Wakeham Lamm           | Chargé d’Affaires |
| 1957      | Peter Rutter                  | Chargé d’Affaires |
| 1957–1960 | Wilson Clark Flake            |                   |
| 1961–1962 | Francis Henry Russell         |                   |
| 1962–1965 | William Patrick Mahoney Jr.   |                   |
| 1966–1968 | Franklin Hall Williams        |                   |
| 1968–1971 | Thomas Watkins McElhiney      |                   |
| 1971–1974 | Fred Latimer Hadsel           |                   |
| 1974–1976 | Shirley Jane Temple           |                   |
| 1976–1979 | Robert Powell Smith           |                   |
| 1979–1983 | Thomas William Macauley Smith |                   |
| 1983–1986 | Robert Eugene Fritts          |                   |
| 1987–1989 | Stephen R. Lyne               |                   |
| 1989–1992 | Raymond C. Ewing              |                   |
| 1992–1995 | Kenneth Lee Brown             |                   |
| 1995–1998 | Edward P. Brynn               |                   |
| 1998–2001 | Kathryn Dee Robinson          |                   |
| 2001–2002 | Nancy Jo Powell               |                   |
| 2003–2005 | Mary Carlin Yates             |                   |
| 2005–2008 | Pamela E. Bridgewater Awkward |                   |
| 2008–2012 | Donald Gene Teitelbaum        |                   |
| 2012–2015 | Gene Allan Cretz              |                   |
| 2016–2018 | Robert Porter Jackson         |                   |
| 2019–2022 | Stephanie Sanders Sullivan    |                   |
| 2022–     | Virginia E. Palmer            |                   |